# تشانغآن
تشانغآن عاصمة قديمة للصين لأكثر من عشر أسر حاكمة صينية عبر تاريخ الصين، والتي تعرف الآن بشيان. تشانغآن تعني «السلام الدائم» في اللغة الصينية القديمة. خلال عهد أسرة شين، سميت المدينة «السلام المستقر» (باللغة الصينية:常安)، وبعد سقوطها عام 23 م، أعيد الاسم القديم. وفي عهد أسرة مينج، تغير الاسم إلى شيان، والتي تعني «السلام الغربي»، وظل الاسم كذلك إلى الآن.
تأسست تشانغآن في العصر الحجري الحديث، وبها يقع ضريح الإمبراطور الأول كين.

## أعلام
- كوماراجيفا
- الإمبراطور وين من سوي
- الإمبراطور غاوزو من تانغ
- شوانزونغ إمبراطور تانغ
- الإمبراطور وو من هان